# 高村昇
高村 昇（たかむら のぼる、1968年 - ）は、日本の医学者、医師。長崎大学大学院医歯薬学総合研究科 原爆後障害医療研究施設 放射線疫学分野教授。福島県放射線健康リスク管理アドバイザー。東日本大震災・原子力災害伝承館館長。

## 略歴
- 1968年 長崎県で生まれる[1][2]
- 長崎県立長崎南高等学校卒業
- 1987年 長崎大学医学部入学
- 1993年3月 長崎大学医学部を卒業、研修医、大学院生として長瀧重信、江口勝美、山下俊一らの指導を受ける
- 1997年3月 長崎大学医学部大学院医学研究科修了
- 1997年6月-2001年10月 長崎大学医学部 原爆後障害医療研究施設 国際放射線保健部門助手
- 1999年6月-2000年7月 世界保健機関本部（スイス・ジュネーブ）技術アドバイザー
- 2001年11月-2003年2月 長崎大学医学部 社会医学講座講師
- 2003年3月- 長崎大学医歯薬学総合研究科 公衆衛生学分野准教授
- 2008年4月- 長崎大学大学院医歯薬学総合研究科 原爆後障害医療研究施設 放射線疫学分野教授[3]
- 2011年3月19日- 福島県放射線健康リスク管理アドバイザー[4]

## チェルノブイリ原子力発電所事故との関わり
1997年に初めてチェルノブイリ周辺を訪問して以来合計50回訪問し、今でも年に普通3、4回くらい行っている。なお、汚染地域で行った除染について、高村は「少なくとも、日本のような徹底的な除染をしたことはないと思います」、「今の日本のように町ごと除染するようなことは、やっていないと思います」と語っている。

## 福島県放射線健康リスク管理アドバイザーとしての活動とその影響
福島第一原子力発電所事故を受け、2011年3月19日に福島県知事佐藤雄平の要請により、福島県放射線健康リスク管理アドバイザーに山下俊一教授とともに就任し、3月20日いわき市、21日に福島市、22日に川俣町、23日に会津若松市、24日に大玉村、25日に飯舘村、26日に郡山市、30日に白河市、31日に田村市で巡回講演を行い、『福島における放射線による健康被害はない』ことを強調した。
3月21日の福島テルサで山下俊一と共に講演し、「ある一定の線量は、人間のためには害にならない、むしろベネフィット」と語った。
飯舘村のモニタリングポストで30km圏外ではもっとも高い環境放射能が観測されていた時(3月15日に44μSv/hr、3月26日9μSv /hr）の3月25日には、同村の講演で「現時点の放射線レベ ルなら40歳以上の方々については健康リスクはないこと、子供と若い母親を守らなければいけない」と語った。
同年7月8日、反原発活動家で作家の広瀬隆とルポライターの明石昇二郎は、高村を山下俊一、神谷研二、高木義明・文部科学相らと「福島県内の児童の被曝安全説を触れ回ってきたことに関して、それを重大なる人道的犯罪と断定し、業務上過失致傷罪にあたる」として刑東京電力会長・社長等と併せて「業務上過失致傷罪」で刑事告発した。
同年12月から地元紙の福島民報で『放射線 放射性物質Q＆A』の解答者を勤めている。
2012年6月11日、「福島原発告訴団」は、放射線の専門家を国、東電幹部ら計33人に対して、業務上過失致傷などの容疑で福島地検に告訴状を提出したが、高村や山下俊一、神谷研二らに対して、「アドバイザーの立場で、県内の汚染実態を把握していないにもかかわらず『子どもが外で遊んでも大丈夫』などと住民に説明し、被ばく被害を拡大した」と主張している。告訴団の代理人を務める保田行雄弁護士は、「放射能汚染は大したことはないなどと安全宣言した。ヨウ素剤を投与させずに住民の避難を遅らせ、被ばくを避ける機会を奪った人に県民健 康調査をする資格はない」と指摘した。
2013年6月25日、台湾（中華民国）で「福島原発事故後の日本の現況フォーラム」に出席した高村は石川迪夫や中村政雄らとともに馬英九総統に面会した。これについて台湾の環境団体緑色公民行動連盟は記者会見を開いて「假中立、真擁核」（偽りの中立、実際は原発擁護）だと批判し、高村が放射能が人体に対して傷害を起こすことはなく、甚だしくは有益だと絶えず吹聴し、福島原発告訴団に業務過失傷害で告訴されていると指摘した。

## 研究・著作
- 博士論文"A novel point mutation in the uroporphyrinogen Ⅲ synthase gene causes congenital erythropoietic porphyria of a Japanese family."、長崎大学、博士(医学)甲第824号、1997年3月31日, NAID 500000149138